# 蒼蠅座ε
蒼蠅座ε，又名CP-67 1931，HD 106849、SAO 251830、HR 4671，是蒼蠅座的一颗恒星，视星等为4.11，位于銀經299.75，銀緯-5.3，其B1900.0坐标为赤經12h 12m 9.9s，赤緯-67° -5.3′ 15″。